# Rock the 40 Oz: Reloaded
Rock the 40 Oz: Reloaded is het eerste verzamelalbum van de Amerikaanse punkband Leftöver Crack. De titel en de artwork van het album verwijzen naar de eerste uitgave van Leftöver Crack, namelijk de ep Rock the 40 Oz. dat net zoals het verzamelalbum door Bankshot! Records werd uitgegeven. Het album werd uitgegeven op 16 juli 2004 en bevat nummers van Rock the 40 Oz., nummers die op compilatiealbums zijn verschenen, en enkele bonustracks.

## Nummers
De laatste track bevat ook een bonustrack, namelijk het nummer "Apple Pie and Police State" gespeeld door Choking Victim, een opgeheven band waar sommige leden van Leftöver Crack in hebben gespeeld.
1. "Intro" - 1:12
2. "Jesus Has a Place 4 Me (Rock the 40 Oz.)" - 3:00
3. "Nazi White Trash" - 3:43
4. "S.T.I. (Stop the Insanity)" - 1:57
5. "Muppet N.A.M.B.L.A." - 1:40
6. "The Good, the Bad and the LöC" - 1:43
7. "Outro" - 0:40
8. "Crack City Rockers" - 2:43
9. "Muppet N.A.M.B.L.A. (Feat. The Distillers)" - 1:01
10. "Atheist Anthem (4-Track Demo)" - 1:44
11. "Nobody is Free (4-Track Demo)" - 1:29
12. "Rock the 4-Track Oz." - 2:25
13. "Gay Rude Boys Unite (Instrumental '99)" - 6:11